# Calzada del Coto (kommunhuvudort)
Calzada del Coto är en kommunhuvudort i Spanien.   Den ligger i provinsen Provincia de León och regionen Kastilien och Leon, i den norra delen av landet, 250 km nordväst om huvudstaden Madrid. Calzada del Coto ligger 823 meter över havet och antalet invånare är 284.
Terrängen runt Calzada del Coto är platt. Runt Calzada del Coto är det glesbefolkat, med 15 invånare per kvadratkilometer. Närmaste större samhälle är Sahagún, 4,3 km öster om Calzada del Coto. Trakten runt Calzada del Coto består till största delen av jordbruksmark.